# قاروت
قاروت (بالإنجليزية: Garut)‏ هي مدينة تقع في إندونيسيا في جاوة الغربية. يقدر عدد سكانها بـ 118,173 نسمة وترتفع عن سطح البحر 717 متر.

## أعلام
- زين العارف